# Deepstaria
Genre
Deepstaria est un genre de méduses de la famille des Ulmaridae.

## Description
Ces méduses ne possèdent pas de tentacules mais une large ombrelle très souple.

## Liste des espèces
Selon World Register of Marine Species (20 janvier 2019) :
- Deepstaria enigmatica Russell, 1967
- Deepstaria reticulum Larson, Madin & Harbison, 1988